# Кампители (Кјети)
Кампители (итал. Campitelli) је насеље у Италији у округу Кјети, региону Абруцо.
Према процени из 2011. у насељу је живело 47 становника. Насеље се налази на надморској висини од 183 м.